# Ett land i mörker
Ett land i mörker (engelska: An area of darkness) är en reseskildring från 1964 av den trinidadisk-brittiske författaren V.S. Naipaul. Den skildrar Naipauls första besök i Indien i början av 1960-talet. Naipaul, vars far- och morföräldrar hade utvandrat från Indien på 1880-talet, ger en pessimistisk bild av landet och dess befolkning.
Boken förbjöds i Indien samma år som den gavs ut och blev delvis på grund av detta en av Naipauls mest kända böcker i landet. I Storbritannien hyllades den av författaren John Wain som beskrev den som "ömsint, lyrisk, explosiv och utmärkt". Professorerna C.D. Narasimhaia och Nizzim Ezekiel har analyserat boken och framställt Naipaul som arrogant, i avsaknad av sympati och misslyckad i sitt försök att hitta en indisk identitet.
Boken gavs ut på svenska 1973 i översättning av Olle Moberg. Den är den första delen i vad som brukar kallas för Naipauls indiska trilogi. Den följdes av Indien. En sårad civilisation från 1976 och Indien. Raseri och revolt från 1990.